# Donje Pazarište
Donje Pazarište je naselje u Hrvatskoj, u Ličko-senjskoj županiji. 

## Zemljopis
U sastavu je grada Gospića.

## Povijest
U 15. stoljeću mjesto se zvalo Donje Zažično.

## Stanovništvo
- 1971. – 251 (Hrvati – 243, Srbi – 7, Jugoslaveni – 1)
- 1981. – 174 (Hrvati – 172, Srbi – 1, ostali – 1)
- 1991. – 307 (Hrvati – 307)
- 2001. – 170
- 2011. – 125[4]

| broj stanovnika | 433   | 2009  | 1957  | 384   | 446   | 446   | 627   | 425   | 467   | 347   | 283   | 251   | 174   | 307   | 170   | 125   | 80    |
|                 | 1857. | 1869. | 1880. | 1890. | 1900. | 1910. | 1921. | 1931. | 1948. | 1953. | 1961. | 1971. | 1981. | 1991. | 2001. | 2011. | 2021. |

## Crkva
Župna crkva Svetog Jakova apostola sagrađena je 1700. godine.

## Gospodarstvo
Najpoznatiji proizvod u Hrvatskoj iz tog ličkog sela je svakako "Velebitsko pivo" koje proizvodi Pivovara “Ličanka”.

## Vanjske poveznice
- Pivovara Ličanka, Donje Pazarište